# 长桥镇 (漳浦县)
长桥镇，是中华人民共和国福建省漳州市漳浦县下辖的一个乡镇级行政单位。长桥镇北距漳州市区34公里、厦门126公里；西距漳浦县城20公里、汕头市156公里。土地总面积154平方公里，山地24.3万亩，耕地1.4万亩。人口1.3万人，辖9个行政村，49个自然村，一个乡办场。镇政府所在地原名嘉礼村。

## 行政区划
长桥镇下辖以下地区：
割后村、溪内村、甘棠村、青果村、长桥村、春光村、潭阳村、东升村和友爱村。